# Nížkov
Nížkov (německy Nischkau) je obec v okrese Žďár nad Sázavou v Kraji Vysočina. Leží 12 km jihozápadně od Žďáru nad Sázavou v průměrné nadmořské výšce 527 metrů. Součástí obce jsou také části Buková a Špinov. Žije zde 964 obyvatel. První zmínka pochází z roku 1206. V 1. polovině 13. století zde mniši z oseckého kláštera postavili malý klášter s názvem Cela sv. Bernarda včetně dřevěného kostelíku. Kvůli tvrdým životním podmínkám a nátlaku olomouckého biskupství však mniši zdejší území opustili již v roce 1239. Po celou svou historii patřila obec k polenskému panství. Ves tak vlastnili například páni z Kunštátu, Valdštejnové, páni z Hradce a od roku 1623 po dalších tři sta let Ditrichštejnové. Od roku 1686 zde funguje škola. Ve 20. století Nížkov prošel modernizací, byla zavedena kanalizace s čistírnou odpadních vod a plyn.
Obec leží v údolí Poděšínského potoka v Hornosázavské pahorkatině. Vesnicí prochází silnice druhé třídy č. 352, komunikace třetí třídy č. 35211 a severním okrajem katastru vede dvojkolejná železniční trať Brno – Havlíčkův Brod. Sídlí zde základní a mateřská škola, zdravotní středisko, dům s pečovatelskou službou, veřejná knihovna a pobočka České pošty. Na návsi stojí kostel svatého Mikuláše a kostnice. Dále se tu nachází několik drobných sakrálních památek, například dvoje boží muka připomínající morovou epidemii, socha svatého Jana Nepomuckého a kamenné kříže.

## Název
Původ názvu obce není příliš jasný. Podle odborníka na toponomastiku Antonína Profouse je odvozen od osobního jména Niežek (zdrobnělina jmen Něhomír či Něhoslav) a znamenal Nížkův dvůr. Přípona „-ov“ symbolizuje přivlastňování. Podle jiných zdrojů pojmenování souvisí s klášterem, který zde stával ve 13. století. Říkalo se mu „na Mníšku“ a přilehlé vesnici pak Mníškov. Pro lepší výslovnost se označení změnilo na Nížkov. Vývoj názvu přechází od označení Nesekow, které se objevuje v první zmínce o obci roku 1206, přes Nyezkow (1318), Nyeczkow a Nyczcow (1369), Nyzkow (1379), Nyezkow (1384–1385), Niskow (1395), Nyeczkow (1405), Nizkow (1547), Nižkow (1597), Nysskow (1654), Nischkau a Niczkow (1787) až k Nischkau, Nisskow (1843).

## Historie
První písemná zmínka o obci pochází z roku 1206, kdy Jan z Polné pozval mnichy z Oseku, aby na území Nížkova postavili klášter. Podle jiných zdrojů první písemná zmínka pochází z let 1232, 1233 či 1234, kdy tady osečtí mniši postavili cisterciácký klášter Cela sv. Bernarda včetně dřevěného kostelíka. Podle kronikáře Jindřicha Řezbáře tu rovněž založili vinohrad. V roce 1239 je opat Slávek z místa odvolal kvůli tvrdým životním podmínkám a nárokům olomouckého biskupství na zdejší území. Po odchodu mnichů zde zůstal dřevěný kostelík, jemuž se říkalo „na Mníšku“ a vesnici okolo něj pak Mníškov. Ve 2. polovině 13. století byl na místě dřevěného kostela postaven kostel kamenný v raně gotickém slohu. Zasvěcen byl svatému Mikuláši. Roku 1318 obec přepadli a vyplenili loupeživí šlechtici. V roce 1350 zde byla zřízena plebanie. O šest let později vesnici koupili páni z Pirkštejna. V roce 1463 polenské panství získal Viktorín z Poděbrad jako věno dcery Hynka Ptáčka z Pirkštejna, Markéty. Od roku 1486 Nížkov vlastnili páni z Kunštátu, ti ho později prodali Trčkům z Lípy. V roce 1538 majetek získal Karel z Valdštejna, jehož dcera si polenské panství přinesla roku 1553 jako věno do manželství se Zachariášem z Hradce. Dne 3. listopadu 1597 koupil polensko–přibyslavské panství Hertvík Žejdlic ze Šenfeldu za 119 000 míšeňských zlatých. Po něm majetek zdědil jeho syn Jan, po jehož smrti roku 1609 se majetku ujal Rudolf Žejdlic ze Šenfeldu.

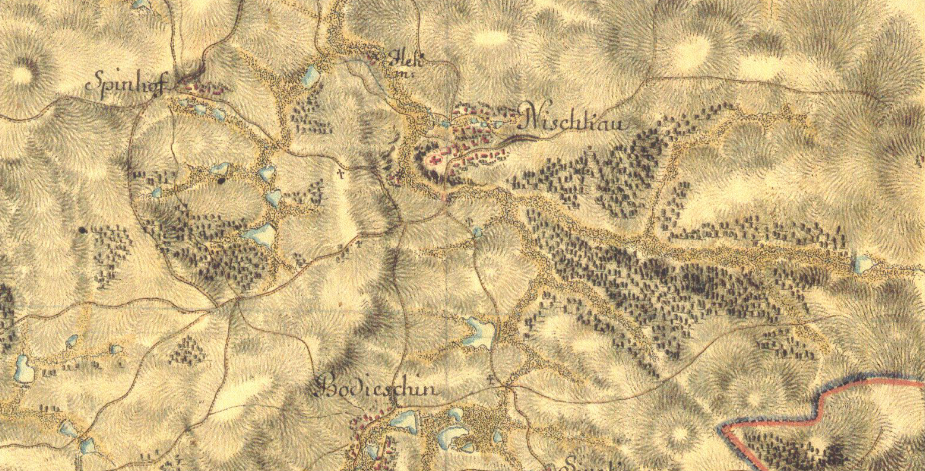
Mapa Nížkova z Prvního vojenského mapování (1764)

Roku 1623 bylo Rudolfu Žejdlicovi panství za účast v českém stavovské povstání zkonfiskováno a majetek získal kardinál František z Ditrichštejna, jehož rod Polnou a okolí držel dalších tři sta let. Od roku 1654 obec spadala jakou součást polenského panství pod Čáslavský kraj. Z roku 1686 pochází první písemná zmínka o zdejší škole v souvislosti s rekonstrukcí dřevěné školní chaloupky. Od roku 1691 místní obyvatelé každoročně druhou neděli po Velikonocích pořádají pouť. V letech 1708–1709 zde byla postavena kostnice, kam se ukládaly ostatky zemřelých vojáků z lazaretu v Polné. V letech 1741–1748 Nížkov zasáhla morová epidemie, což připomínají dvoje boží muka. V roce 1850 zde byl zřízen samostatný farní úřad. V letech 1850–1879 patřil Nížkov pod okres Přibyslav. V roce 1872 zde byla zřízena pošta, roku 1881 tu vznikl sbor dobrovolných hasičů. Do roku 1884 obec spadala pod soudní okres Polná, poté pod okres Havlíčkův Brod (tehdy Německý). Na přelomu 19. a 20. století zde sídlily škrobárna, dvě tírny lnu a dva mlýny. Roku 1898 tu byla založena Raiffeisenova záložna, jež se později změnila v kampeličku.
V roce 1931 tady byla postavena sokolovna a družstevní lihovar. Od roku 1949 obec přísluší k okresu Žďár nad Sázavou. Od roku 1961 pod Nížkov spadají jako místní části Buková a Špinov. V 90. letech dvacátého století nechala obec postavit čistírnu odpadních vod, kanalizační síť a byl zaveden plyn. Roku 1999 tu Oblastní charita Žďár nad Sázavou otevřela dům s pečovatelskou službou. V roce 2002 Nížkov obdržel rozhodnutím Poslanecké sněmovny Parlamentu České republiky právo užívat znak a vlajku. Při této příležitosti obecní úřad vydal brožurku Malý průvodce obcí Nížkov a devět sérií pohlednic. V roce 2005 bylo otevřeno malé muzeum.

## Přírodní poměry
Nížkov leží v okrese Žďár nad Sázavou v Kraji Vysočina dvanáct kilometrů jihozápadně od okresního města Žďár nad Sázavou, tři kilometry severně od Poděšína a tři kilometry západně od Rosičky. Rozloha obce činí 18,32 km2, z toho zaujímá orná půda 10,15 km2, zahrady 0,11 km2, trvalé travní porosty 2,27 km2, lesní půda 4,38 km2, vodní plochy 0,17 km2, zastavěné plochy 0,19 km2 a ostatní plochy 1,05 km2.

### Geologická stavba, reliéf a půdy
Z geologického hlediska je území součástí Českého masivu. Z hornin převažuje rula, pararula, migmatit a ortorula. Geomorfologicky je oblast součástí Česko-moravské subprovincie, konkrétně Hornosázavské pahorkatiny a jejího podcelku Havlíčkobrodské pahorkatiny, v jehož rámci spadá pod geomorfologický okrsek Přibyslavská pahorkatina. Průměrná nadmořská výška činí 527 metrů. Nejvyšší bod území obce leží na trojmezí hranic Nížkova, Matějova a Rosičky západojihozápadně od intravilánu Nížkova v nadmořské výšce cca 615 metrů. Nejnižší bod se nachází na levém břehu Sázavy na trojmezí hranic Bukové, Olešenky a Nových Dvorů v nadmořské výšce cca 463 m.
Na převážné části území se vyskytuje kambizem, okolí Poděšínského potoka pokrývají glejové půdy a část severozápadního území luvizem.

### Vodstvo a podnebí

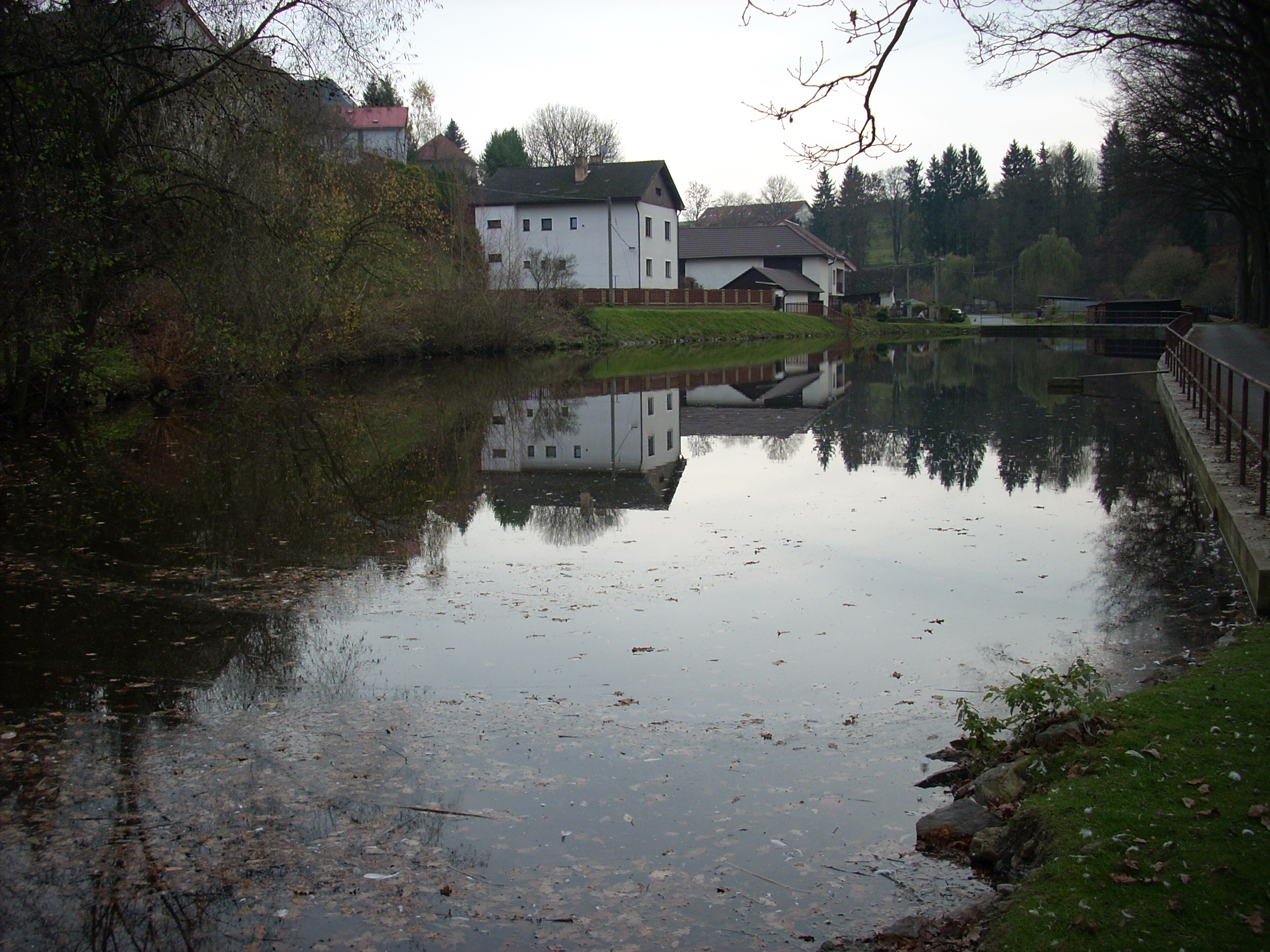
Rybník Jilák

Největším vodním tokem na území obce Nížkov je řeka Sázava, která tvoří přirozenou severní hranici katastrálních území Nížkov a Buková. Nepatrná plocha k.ú. Nížkov (cca 0,2 ha) zasahuje na pravý břeh Sázavy. Území obce spadá do povodí drobných levostranných přítoků Sázavy, s výjimkou nejsevernějšího okraje, tvořeného údolní nivou Sázavy. Celé území obce tak patří k úmoří Severního moře. Ze severozápadní části katastrálního území Nížkov odvádí vodu do Sázavy drobné bezejmenné toky. Okrajové části katastrálních území Buková a Špinov spadají do povodí Olešenského potoka a západní okraj špinovského katastru do povodí Jablonského potoka (Bystřice). Do povodí Poděšínského potoka patří zhruba dvě třetiny území obce. Samotný Nížkov leží v údolí Poděšínského potoka. Jako hydrologickou zajímavost lze snad zmínit to, že velmi těsně za katastrální hranicí Nížkov-Matějov probíhá hlavní evropské rozvodí Labe-Dunaj.
Z jihozápadu přitéká k Nížkovu Sirákovský potok, přibírající z pravé strany Římeský potok. Sirákovský potok se následně jižně od Nížkova vlévá z pravé strany do Poděšínského potoka. Tento zesílený Poděšínský potok protéká obcí a na jejím severním okraji do něj z levé strany přitéká Rožkový potok. Poděšínský potok, který tvoří západní hranici katastru Nížkov, se v jeho severozápadním rohu u železniční zastávky vlévá do řeky Sázavy.
V severní části katastru Nížkov nedaleko železniční trati a řeky Sázavy se nachází plošně největší nádrž na území obce, Díralů rybník, o výměře 1 ha.Po obou stranách katastrální hranice s Rosičkou leží Gigantský rybník (0,8 ha). V západní části k.ú. Nížkov je situována bývalá vodárenská nádrž Obora (v mapách též označovaná jako Přehrada) o ploše 0,6 ha. Dále na území všech tří nížkovských katastrů leží celkem přes dvacet malých vodních nádrží s výměrou od několika arů do 0,5 ha. Z velké většiny jde o průtočné rybníky, situované převážně na drobných přítocích Poděšínského potoka, případně na přítocích těchto přítoků. Namátkou z nich můžeme jmenovat v povodí Rožkového potoka rybníky Benešů, Farský, Záduška, Pojmonův a Jilkův rybník. Jediným bočním rybníkem je Jilák (0,3 ha), situovaný na okraji intravilánu části obce Nížkov a napájený z Poděšínského potoka.
V rámci Quittovy klimatické klasifikace se řadí do mírně teplé oblasti MT3, podle Atlasu podnebí ČSR z roku 1958 do okrsku B5 a dle Köppenovy klasifikace podnebí k vlhkému kontinentálnímu podnebí. Dle údajů z nejbližší meteorologické stanice v Přibyslavi činí průměrná roční teplota 6,8 °C a průměrný srážkový úhrn dosahuje hodnoty 692 mm/rok. Průměrný roční sluneční svit je 1613 hodin.

### Flora a fauna
V rámci biogeografického členění se řadí k provincii středoevropských listnatých lesů, Hercynské podprovincii, Havlíčkobrodskému bioregionu. Území se nalézá ve fytogeografickém obvodu Českomoravského mezofytika, v okrese 67 Českomoravská vrchovina. Obec v jižní části obklopují jehličnaté, místy smíšené lesy. Dříve převažovaly buky (Fagus) a jedle (Abies). Vlivem lesního hospodářství však v druhové skladbě zdejších lesů až do kůrovcové kalamity, vyvolané suchem z let 2015-2019, silně dominoval smrk ztepilý (Picea abies). Při obnově lesa se nyní část vlastníků odklání od smrku k jiným dřevinám, vhodnějším pro současný stav klimatu. Potenciálně přirozenou vegetací je biková bučina a biková nebo jedlová doubrava.
Krajinu tvoří pole a louky s trvalým travním porostem. Podél vodních toků rostou olšiny (Alnus) s bledulemi jarními (Leucojum vernum). V lesích se vyskytují borůvky (Vaccinium myrtillus), violky lesní (Viola reichenbachiana) či kapraď samec (Dryopteris filix-mas).
V okolních lesích žijí srnci obecní (Capreolus capreolus) či divočáci (Sus scrofa), z šelem pak kuny lesní (Martes martes) a lišky obecné (Vulpes vulpes). V lesích hnízdí datli černí (Dryocopus martius), žluny šedé (Picus canus), sýkory (Parus), pěnice (Sylvia) či drozdi zpěvní (Turdus philomelos), z dravých ptáků se objevuje káně lesní (Buteo buteo). Na vlhkých loukách jsou zastoupeny běžné druhy plazů a obojživelníků, např. zmije obecná (Vipera berus), ještěrka živorodá (Zootoca vivipara), skokan (Rana), ropucha obecná (Bufo bufo) či čolek (Triturus). U vodních toků žijí typické druhy ryb a rovněž skokani hnědí (Rana temporaria) a mloci skvrnití (Salamandra salamandra). Na rybnících sídlí kachny divoké (Anas platyrhynchos) či lysky černé (Fulica atra).
U soutoku Rožkového a Poděšínského potoka u silnice na Bukovou roste 150letá borovice lesní (Pinus sylvestris) o výšce 17 metrů a s obvodem kmene 160 cm, která byla 25. října 1995 prohlášena za památný strom.

## Obyvatelstvo

### Struktura
Podle sčítání 1921 zde žilo v 83 domech 611 obyvatel, z nichž bylo 306 žen. 611 obyvatel se hlásilo k československé národnosti. Žilo zde 583 římských katolíků, 2 evangelíci, 20 příslušníků Církve československé husitské a 2 židé. Dle sčítání lidu v roce 2011 žilo v Nížkově trvale 925 osob, z toho 465 žen. Celkem 682 občanů se hlásilo k české národnosti, 31 k moravské, 3 ke slovenské a 2 k ukrajinské. Dle sčítání lidu v roce 2021 žilo v Nížkově trvale 923 osob, 453 žen a 470 můžu. Celkem 571 občanů se hlásilo k české národnosti, 32 k moravské, 3 ke slovenské a 1 k ukrajinské, 316 obyvatel národnost neuvedlo.
| Počet    | 1850 | 1869 | 1880 | 1890 | 1900 | 1910 | 1921 | 1930 | 1950 | 1961 | 1970 | 1980 | 1991 | 2001 | 2011 | 2021 | 2022 | 2023 | 2024 | 2025 |
| -------- | ---- | ---- | ---- | ---- | ---- | ---- | ---- | ---- | ---- | ---- | ---- | ---- | ---- | ---- | ---- | ---- | ---- | ---- | ---- | ---- |
| obyvatel | 474  | 538  | 647  | 622  | 590  | 623  | 611  | 613  | 520  | 471  | 466  | 496  | 594  | 672  | 925  | 923  | 962  | 972  | 958  | 964  |
| domů     | –    | 69   | 73   | 70   | 75   | 80   | 83   | 94   | 107  | 97   | 100  | 122  | 163  | 191  | 280  | 292  |      |      |      |      |

#### Grafy vývoje počtu obyvatel
Graf počtu obyvatel části obce Nížkov
Graf počtu obyvatel celé obce Nížkov včetně částí Buková a Špinov

### Náboženský život

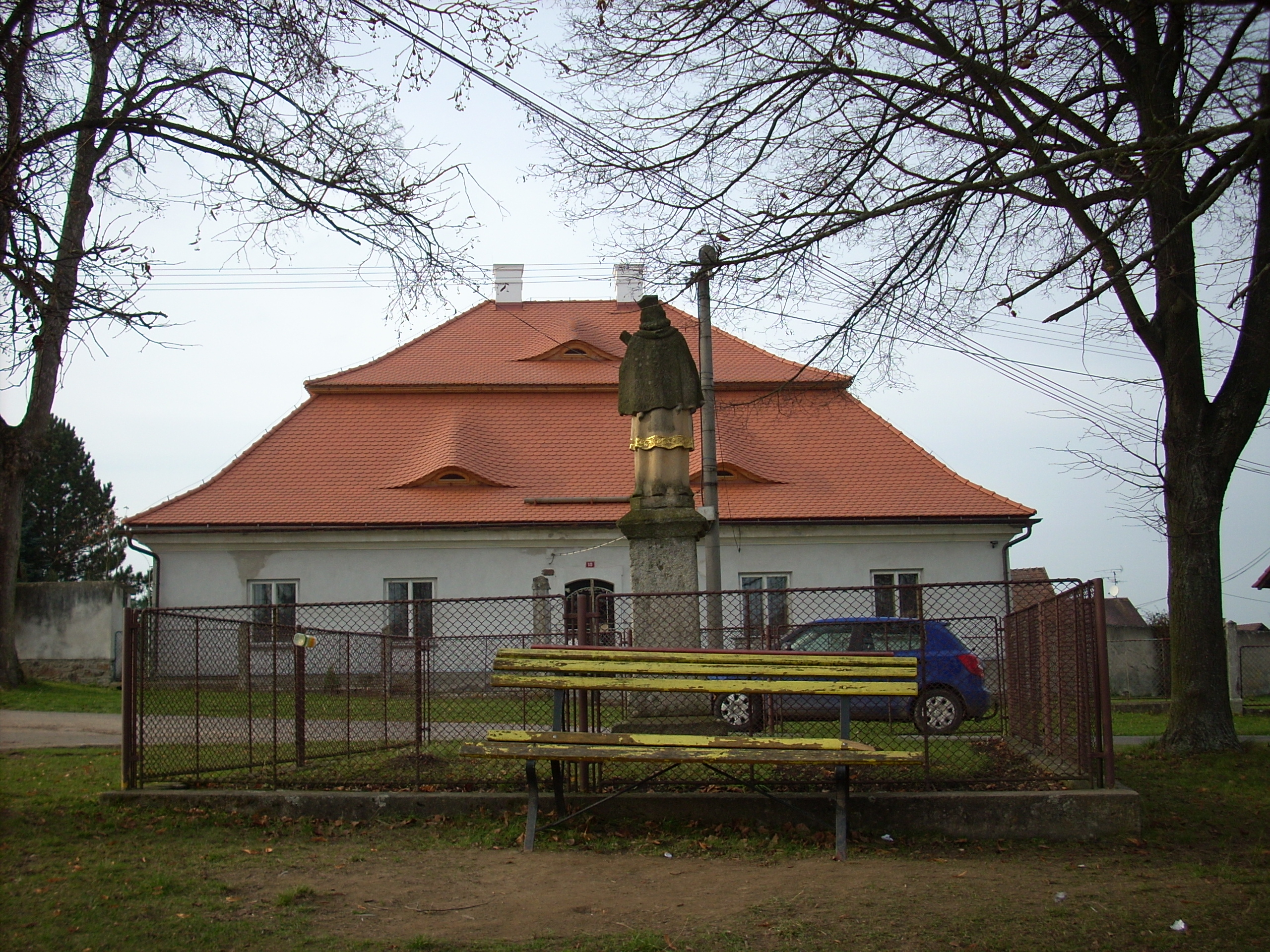
Farní budova, v popředí socha svatého Jana Nepomuckého

Nížkov je sídlem stejnojmenné římskokatolické farnosti náležící do havlíčkobrodského vikariátu královéhradecké diecéze. Pod zdejší farnost spadají obce Poděšín, Rosička, Sirákov a nížkovské části obce Buková a Špinov. Farním kostelem je místní kostel svatého Mikuláše. Sídlo zde měla i česká provincie Kongregace bratří těšitelů z Gethseman. Podle cenzu z roku 2011 se k víře hlásí z 925 osob 463 věřících, z toho se 406 lidí hlásilo k římskokatolické církvi, 7 k Českobratrské církvi evangelické a 1 k Církvi československé husitské. 72 osob bylo bez vyznání a 390 osob své vyznání neuvedlo. V roce 1900 tu žilo šest židů.

## Obecní správa a politika

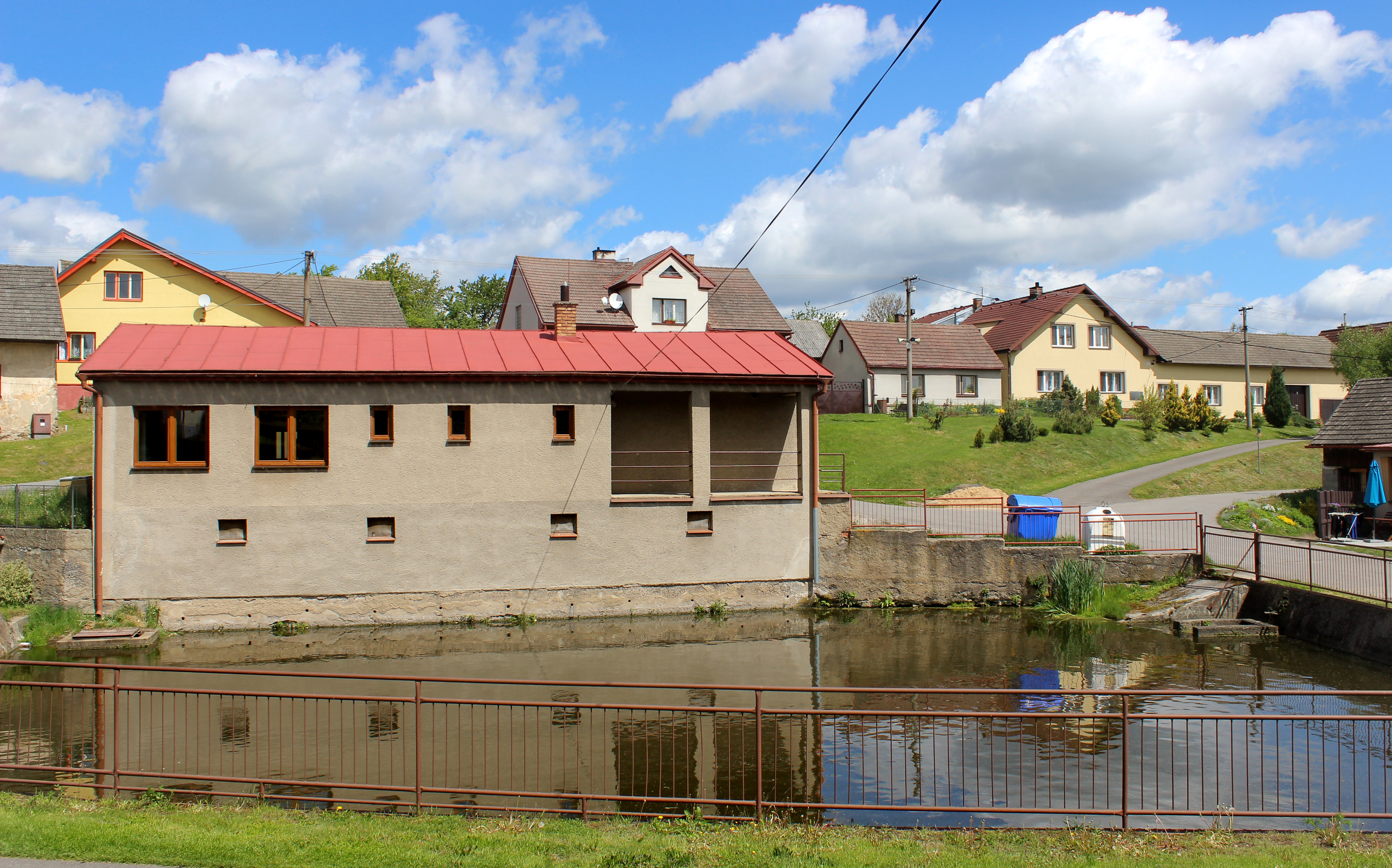
Rybník na návsi v Bukové

### Části obce, členství ve sdruženích
Obec je rozdělena na tři části (Buková, Nížkov a Špinov). Každá z částí má své samostatné katastrální území (pojmenované „Buková u Nížkova“, „Nížkov“ a „Špinov“) a je také samostatnou základní sídelní jednotkou.
Nížkov je členem Dobrovolného svazku obcí Mikroregionu Polensko, Svazku obcí Přibyslavska a Místní akční skupiny Českomoravské pomezí.

### Zastupitelstvo a starosta
Obec má patnáctičlenné zastupitelstvo a pětičlennou obecní radu. V čele obce stojí starosta, tradičně uvolněný k výkonu své funkce, a neuvolněný místostarosta. V obecních volbách v roce 2018 se o hlasy voličů ucházely tři patnáctičlenné kandidátky. Nejúspěšnější se ziskem osmi mandátů byla Křesťanská a demokratická unie – Československá strana lidová, následovaná sdružením nezávislých kandidátů a jedno místo připadlo komunistům. Starostou byl již podruhé zvolen Josef Vlček, místostarostou Petr Němec. Voleb se zúčastnilo 525 voličů (tj. 68,36 %). V předchozím volebním období 2014–2018 získala KDU-ČSL sedm zastupitelů, Sdružení nezávislých kandidátů Nížkov šest a KSČM dva zastupitele, voleb se účastnilo 556 (tj. 77,01 %) voličů. Starostou se stal Josef Vlček, který ve své funkci vystřídal Jana Mokrého, který byl ve funkci od roku 1990.
V obecních volbách konaných v roce 2014 se o přízeň voličů ucházely tři patnáctičlenné kandidátky. Nejúspěšnější se ziskem sedmi mandátů byla Křesťanská a demokratická unie – Československá strana lidová, následovaná sdružením nezávislých kandidátů „Nížkov“ a zbylá dvě místa připadla komunistům. Starostou byl zvolen Josef Vlček. V předchozím volebním období 2010–2014 získala KDU-ČSL sedm zastupitelů, Sdružení nezávislých kandidátů Nížkov pět, ČSSD dva a KSČM jednoho zastupitele, voleb se účastnilo 556 (tj. 77,01 %) voličů. Starostou se stal křesťanský demokrat Jan Mokrý, který byl ve funkci od roku 1990. Ve volebním období 2006–2010 se do zastupitelstva dostaly tři strany, voleb se účastnilo 530 (tj. 77,37 %) voličů. KDU-ČSL získala devět mandátů, ČSSD pět mandátů a KSČM jeden.

### Znak a vlajka
Právo užívat znak a vlajku bylo obci uděleno rozhodnutím Poslanecké sněmovny Parlamentu České republiky dne 9. dubna 2002. V červeno-modře zlatým zúženým břevnem zvýšeně děleném štítě znaku Nížkova se nahoře nachází stříbrná, zlatě zdobená mitra s infulemi, dole stříbrná lilie nad zlatým tlapatým křížkem. Vlajku tvoří tři vodorovné pruhy v červené, žluté a modré (poměr 6:1:9). V červeném pásu se nachází bílá žlutě zdobená mitra s infulemi, v modrém bílá lilie. Vlajka má rozměr šířky ku délce v poměru 2:3.

## Hospodářství a doprava

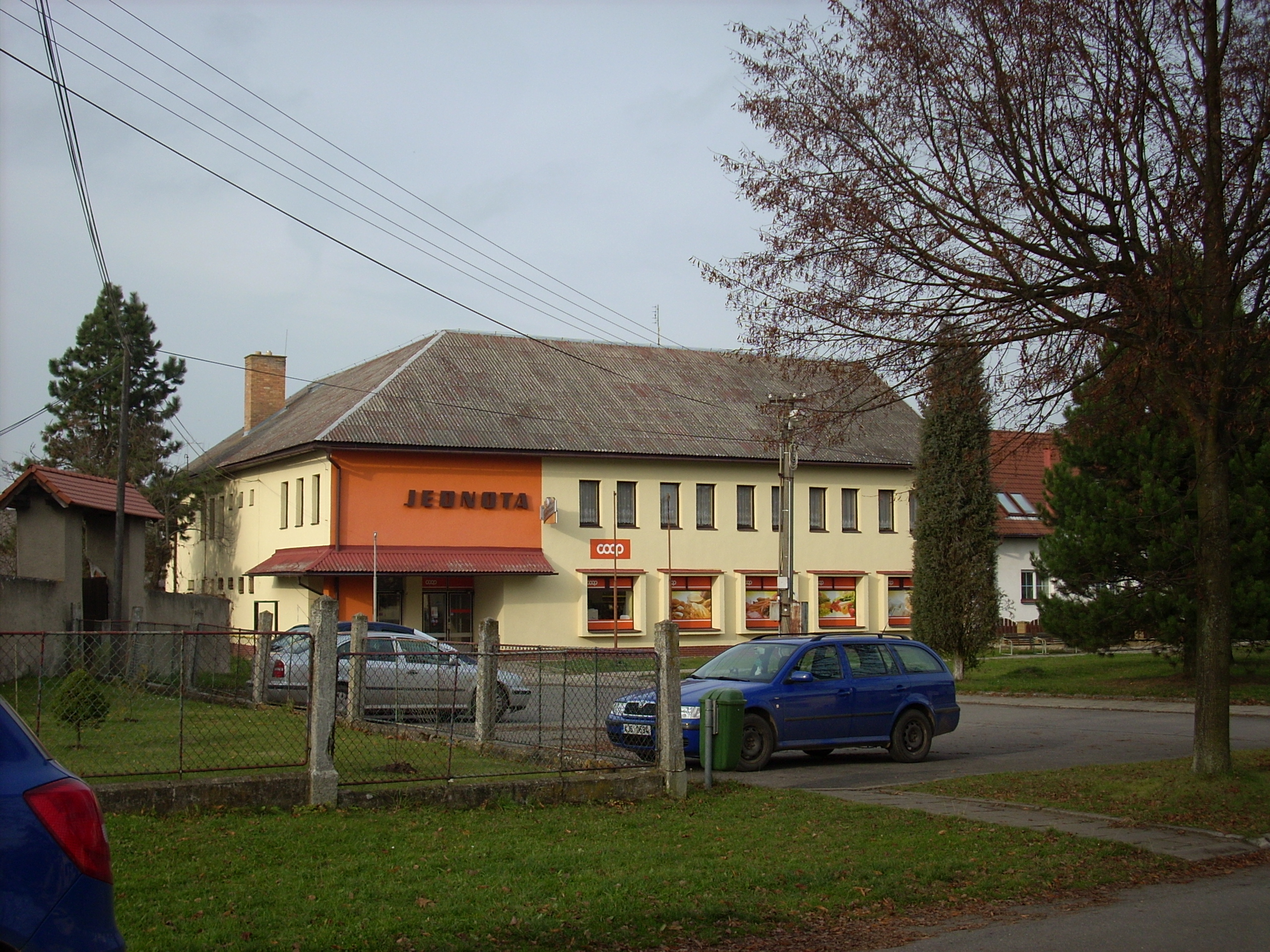
Budova prodejny Jednota s hostincem

V Nížkově působí několik obchodních společností a drobných podnikatelů. V roce 2011 zde mělo sídlo 148 podnikatelských subjektů. Zemědělské pozemky obhospodařuje pět soukromých rolníků a Zemědělské družstvo Nížkov, které provozuje rovněž velkokapacitní chov vepřů. V obci se nachází hospoda, jeden obchod se smíšeným zbožím a cukrárna. Firma na opravy elektronických přístrojů a výrobu tištěných spojů E & T System s r.o., společnost zabývající se zemědělskou výrobou, opravami dopravních prostředků a pracovních strojů a kovářství NIROS, spol. s r.o., podnik specializující se na potravinářskou výrobu z brambor, ovoce a zeleniny FRITAGRO Nížkov, s.r.o. a Lihovar Červený mlýn s.r.o. Dále tu mají své provozovny drobní živnostníci a řemeslníci, např. instalatér Miloslav Marek, klempíř Jan Danko, truhlářství Zdeňka Závodného, kadeřnictví a zednictví Luboš Janda. Ve zdravotním středisku své služby poskytují praktický, dětský a zubní lékař. Domov pokojného života Nížkov provozuje Oblastní charita Žďár nad Sázavou. V budově obecního úřadu sídlí pobočka České pošty.

### Doprava
Nížkovem prochází silnice druhé třídy č. 352 z Polné do Žďáru nad Sázavou. Tu u mostu přes Poděšínský potok kříží silnice třetí třídy č. 35211 z Poděšína do Bukové. Dopravní obslužnost obce je zajišťována silniční autobusovou dopravou dopravce ZDAR, a. s. a železniční osobní dopravou. Autobusy jezdí ve směrech na Jihlavu, Polnou, Žďár nad Sázavou, Přibyslav a Humpolec. Železniční zastávka u Červeného mlýna se nachází 2,5 kilometru severně od obce.

## Školství, kultura a sport

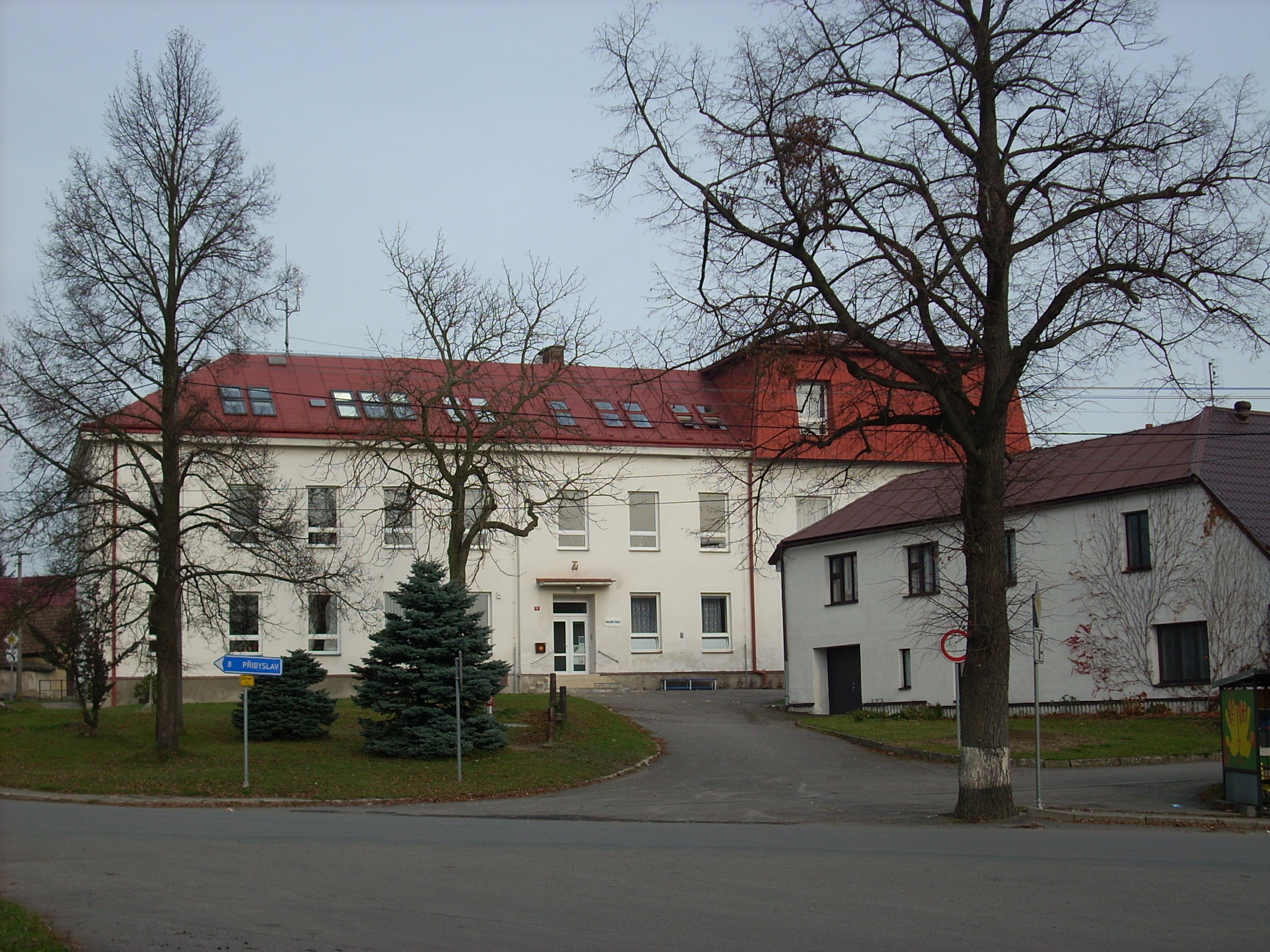
Budova základní školy

V Nížkově sídlí mateřská i devítiletá základní škola, kterou ve školním roce 2013/2014 navštěvovalo celkem 147 žáků. První písemná zmínka o škole pochází z roku 1686 v souvislosti s rekonstrukcí dřevěné školní chaloupky. V roce 1796 do školy docházelo 62 dětí. První školní budova s jednou třídou byla vystavěna roku 1796. Po roce 1828 obec nechala postavit novou školu se dvěma třídami, neboť v té době se tu učilo přes 130 dětí. Roku 1894 se uskutečnila výstavba prvního patra se šesti místnostmi, které se stále užívají. V letech 1961–1963 byly přistavěny další čtyři učebny. Roku 1978 okresní národní výbor rozhodl o tom, že v Nížkově zůstane pouze 1. stupeň základní školy, a žáci druhé stupně dojížděli do Nového Veselí. Ve volných třídách vznikla mateřská škola, sklad civilní obrany a knihovna. Od školního roku 1990/1991 má zdejší škola opět všechny ročníky.
V zadní části prodejny Jednota sídlí veřejná knihovna. Stojí tu kulturní dům s tanečním parketem. Od roku 1691 zdejší farnost pořádá druhou neděli po Velikonocích pouť. Dne 5. června 2005 zde bylo otevřeno malé muzeum s expozicí o životě místních venkovských obyvatel a sbírkou hospodářských nástrojů a pomůcek. V obci působí několik spolků: Český svaz chovatelů, dále sdružení myslivců, které mělo v roce 2012 celkem 21 členů, též zde působí Český svaz žen mající k roku 2012 dohromady 39 členek a sbor dobrovolných hasičů založený roku 1881 čítající v roce 2010 souhrnem 60 členů.
Za základní školou stojí sokolovna s hřištěm a za obcí je hasičská nádrž využívaná rovněž jako koupaliště. Sportovní areál obhospodařuje organizace Tělocvičná jednota Sokol Nížkov, která byla založena 21. října 1921 (od 1. září 1920 jako pobočka Sokola Polná, poté se osamostatnila). Její oddíl atletiky od roku 2008 pořádá přespolní běh. Dříve známý jako běh „Kolem daňčí obory“ a od roku 2016 jako "Nížkovský běh u koupaliště". Dále zde funguje oddíl stolního tenisu se čtyřmi družstvy, jejichž A tým hraje Krajský přebor I. třídy Kraje Vysočina, a volejbalové družstvo účastnící se Žďárské volejbalové ligy. Třetí žďárskou ligu malé kopané hraje tým Muflon Nížkov, jenž byl pod názvem Transformátor Nížkov založen v roce 1997. Okrajem katastru procházejí cyklistické trasy č. 19 z obce Lísek do Sázavského kláštera a č. 4336 z Dobronína do obce Sázava. U Červeného mlýna se nachází jedno z odpočívadel 10kilometrové cyklostezky z obce Sázavy do Přibyslavi, která podél řeky Sázavy kopíruje starou železniční trať spojující Havlíčkův Brod s Brnem.

## Pamětihodnosti

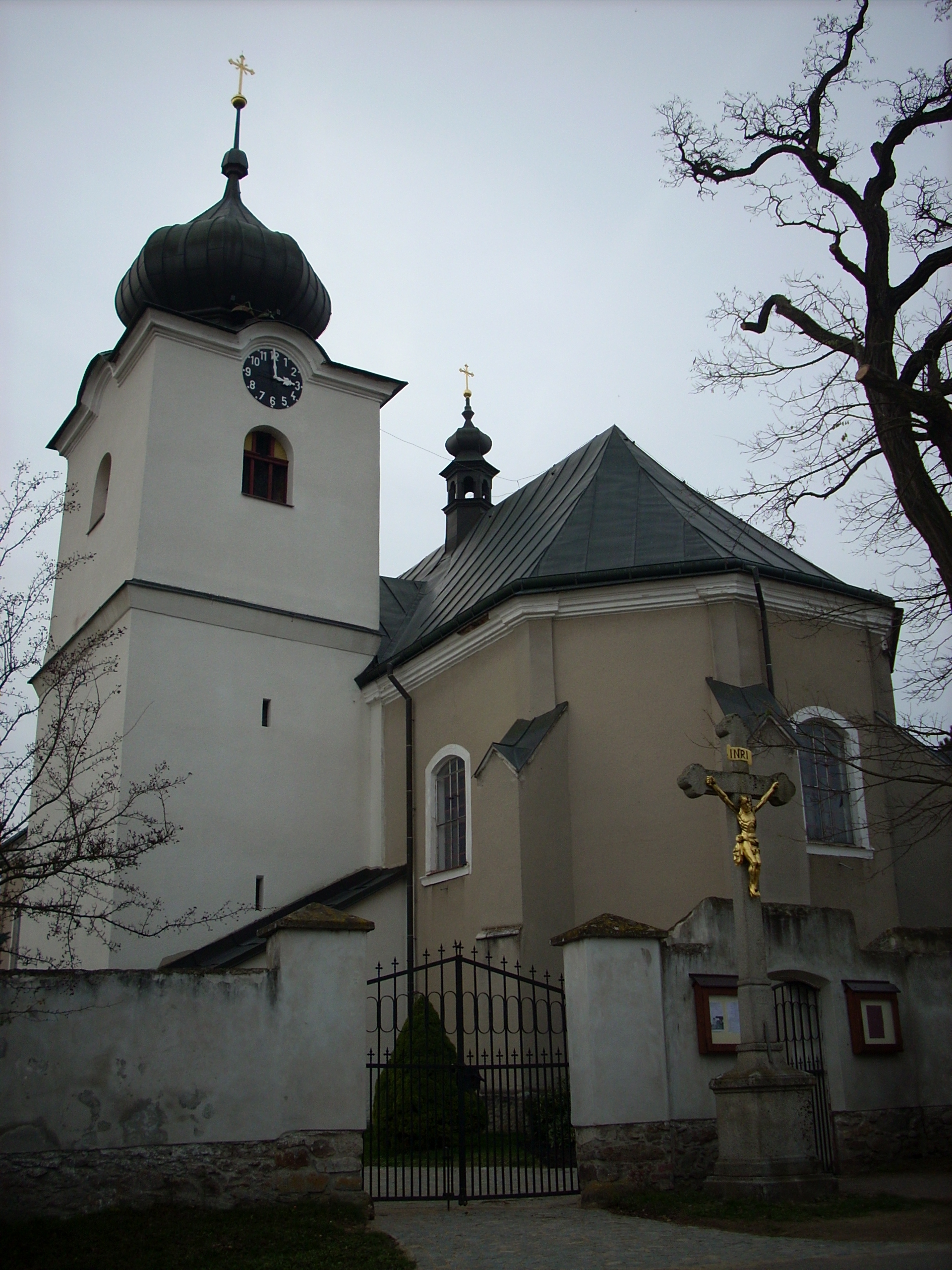
Kostel svatého Mikuláše

- Kostel svatého Mikuláše stojí v centru obce, na ostrohu nad údolím Poděšínského potoka. Kostel je obklopen původním nížkovským hřbitovem, na němž se pohřbívalo do 60. let 20. stol.  Ve 30. letech 13. století se stavbou kostela v Nížkově začali cisterciáčtí mniši, ti však již roku 1239 museli odejít a dřevěný kostel zůstal nedokončen. Přesná poloha původního dřevěného kostela není známá. Ohledně názoru na stáří presbytáře, sakristie a dolních pater věže současného zděného kostela nepanuje shoda. Otevřenou otázkou také zůstává, proč na vesnickém kostele svatého Mikuláše vidíme gotický presbytář značných rozměrů, který by svojí velikostí odpovídal spíše městu. Nepochybně ovšem tento zděný kostel prošel nejméně dvěma většími přestavbami: pozdě gotickou (z té doby pochází mj. žebrová klenba v presbytáři) a barokní. Při barokní přestavbě roku 1753 polenský děkan Petr Florián nechal přistavět barokní loď a zvýšit hranolovou věž. Kostel má tři oltáře, hlavní je zasvěcen sv. Mikuláši, vedlejší pak Panně Marii a sv. Václavovi.[64] Kulturní památkou se stal před rokem 1988.[65]
- Kostnice z let 1708–1709 stojí při západním průčelí kostela svatého Mikuláše. V jediné místnosti se nachází čtyři hranice o rozměrech 2 × 2 × 2,5 m z lebek a kostí přibližně 7 000 osob. Kosterní pozůstatky údajně mají pocházet z lazaretu, který během tereziánských válek vznikl v nedaleké Polné. Kosti saských, francouzských, bavorských a pruských vojáků byly údajně převáženy do nížkovské kostnice a rovnány do hranic.[66] Podle pověsti kosti takto ozdobně srovnal slepý mladík.[5] Nové výzkumy v letech 2020-2022 potvrdily radiokarbonovým datováním v kostnici přítomnost ostatků osob, žijících v době konce 12. století (okolo roku 1180), 13., 14. a 16./17. století.[67] Přítomnost ostatků z doby tereziánských válek zatím nebyla potvrzena ani vyvrácena. Památka je přístupná během zdejší pouti, v letní sezóně o sobotách, nedělích a svátcích v době od 14 do 17 hodin. Zejména větší skupiny (např. školní výlety) si mohou domluvit s místním farářem návštěvu i v jinou dobu.[66]
- Fara s mansardovou střechou se nachází v domě čp. 10.[8] Kulturní památkou se stala před rokem 1988.[68]
- Dvoje boží muka připomínající začátek a konec morové epidemie. První se nachází u silnice za základní školou a pochází z roku 1741, do jejich původního podstavce byl nově zasazen mramorový kříž. Druhé z roku 1748 ve stylu lidového baroka stojí u silnice k Sázavě, tyto se staly kulturní památkou.[69]
- Venkovská usedlost čp. 17 se kulturní památkou stala před rokem 1988.[70]
- Socha sv. Jana Nepomuckého z roku 1869 stojí před farní budovou.
- Žulový kříž z roku 1850 se tyčí u kostela.
- Podzemní chodby se nacházejí pod obcí, nejznámější z nich vede z domu čp. 8 do kostela.[7]
- Kamenný most se klene v obci přes Poděšínský potok a byl postaven roku 1889.[7]
- Červený mlýn stojící asi tři kilometry severně od obce patří mezi nejstarší mlýny na řece Sázavě,[5] během své historie prošel několika přestavbami.
- Kamenné kříže v okolí obce pocházejí patrně z 18. a 19. století.

## Rodáci
- Antonín Hrubý (1856–1940) působil jako papežský prelát a ředitel biskupské tiskárny v Hradci Králové.
- Josef Mokrý (1881–1962) byl spisovatel a sběratel pověstí.
- Ferdinand Pujman (1889–1961) působil jako divadelní režisér, profesor mimiky a režie na pražské konzervatoři, hudební kritik a autor libret.[8]